# ویلیام بلیکنی، بارون اول بلیکنی
ویلیام بلیکنی، بارون اول بلیکنی (انگلیسی: William Blakeney, 1st Baron Blakeney؛ ۷ سپتامبر ۱۶۷۲ – ۲۰ سپتامبر ۱۷۶۱) پرسنل نظامی و سیاستمدار اهل پادشاهی بریتانیای کبیر بود.